# Bathanaha (Saptari)
Pour les articles homonymes, voir Bathanaha.
Bathanaha (en népalais : बथनाहा) est un comité de développement villageois du Népal situé dans le district de Saptari. Au recensement de 2011, il comptait 5 011 habitants.